# Chapelle Notre-Dame-des-Champs de Saint-Jean-d'Assé
La chapelle Notre-Dame-des-Champs est une chapelle catholique située à Saint-Jean-d'Assé, en France.

## Localisation
La chapelle est située dans le département français de la Sarthe. Elle est l'ancienne église paroissiale de Notre-Dame-des-Champs, commune intégrée en 1809 au territoire de la commune de Saint-Jean-d'Assé, dont elle est à 600 m au sud du bourg.

## Historique
L'édifice date du XIe siècle et a été modifié et agrandi au XVIe siècle. Située sur une ancienne voie romaine, la chapelle était — et est redevenue — une étape entre le mont Saint-Michel et Saint-Jacques-de-Compostelle pour ceux qui entreprenaient le long et très populaire pèlerinage de Compostelle.

## Architecture
La chapelle contient quelques peintures murales qui datent du XVIe siècle.
La chapelle et l'ancien cimetière qui l'entoure, avec ses croix, sont inscrits au titre des monuments historiques depuis le 21 juin 1976.

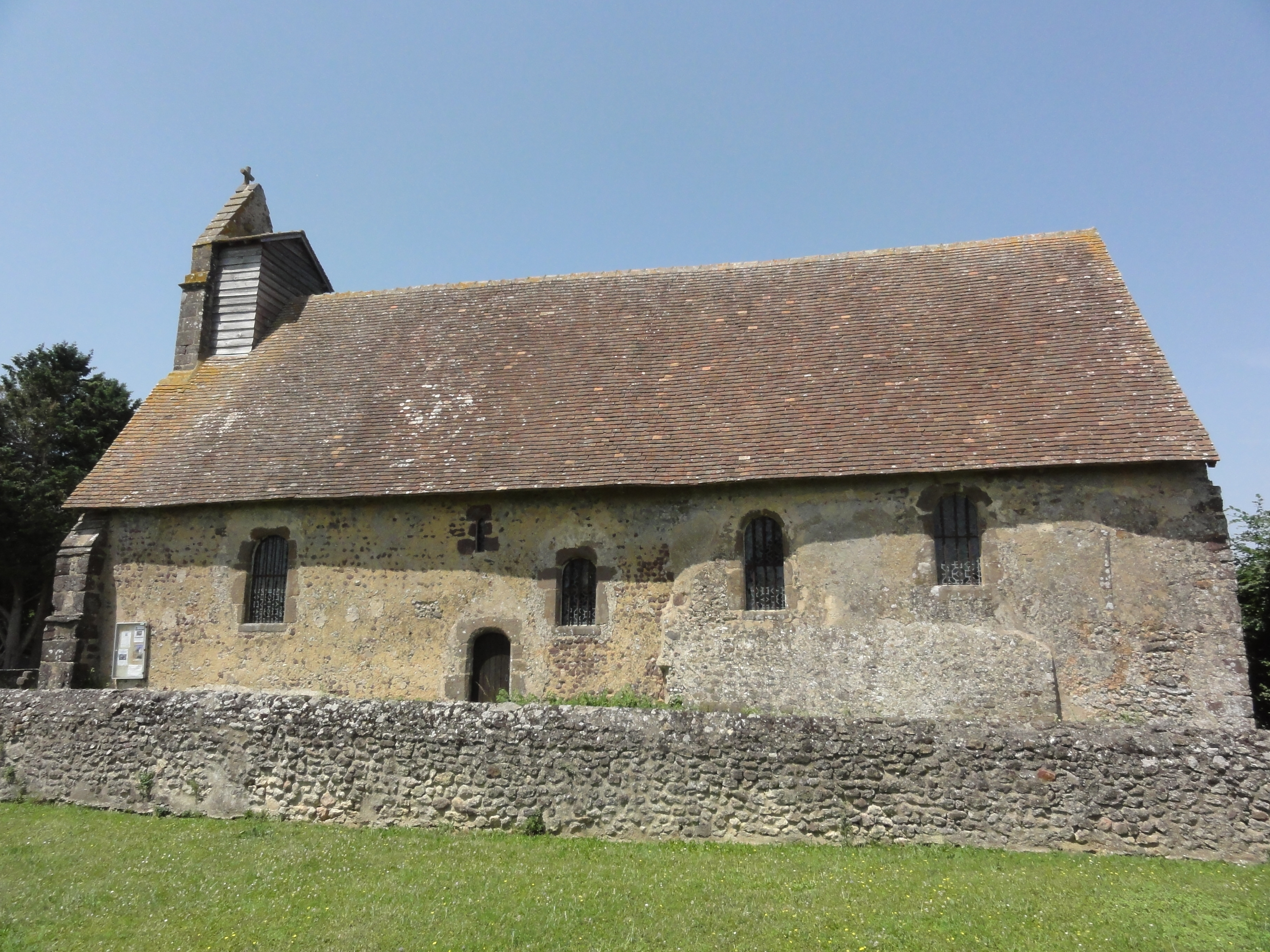
Vue latérale.
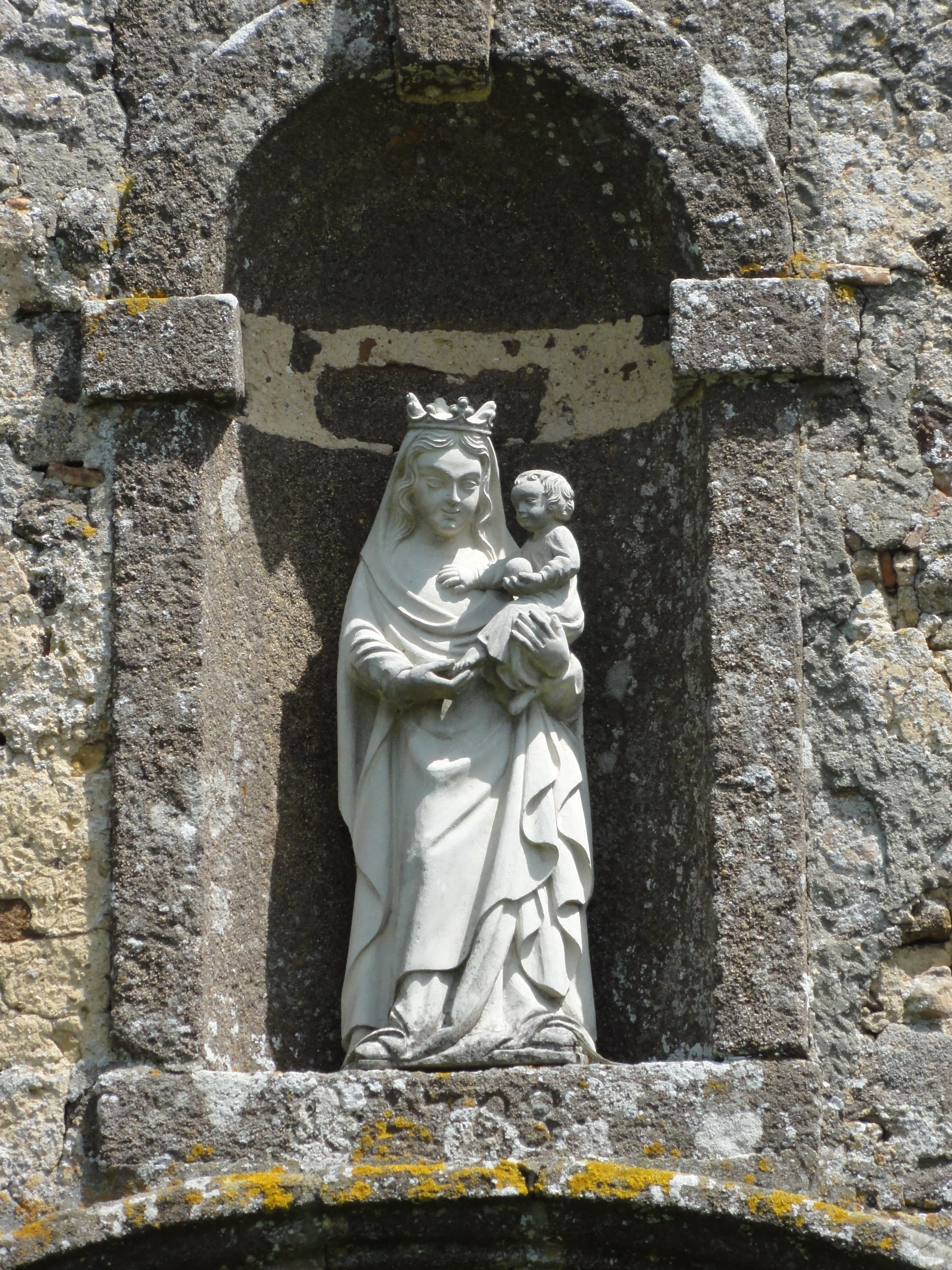
La statue de la façade.
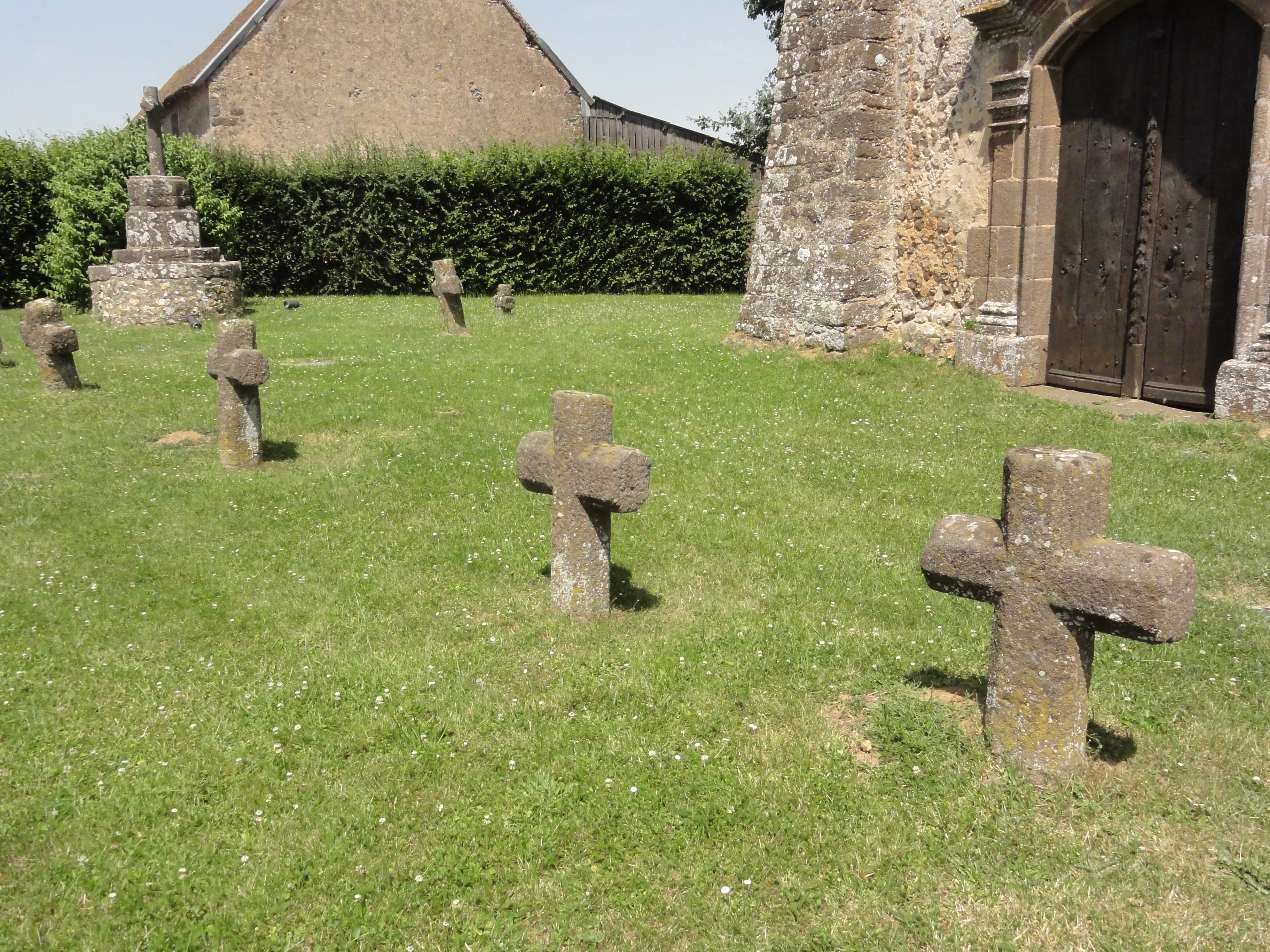
Le cimetière entourant la chapelle.